# Boughton Monchelsea
Boughton Monchelsea – wieś w Anglii, w hrabstwie Kent, w dystrykcie Maidstone. Leży 5 km na południe od miasta Maidstone i 56 km na południowy wschód od centrum Londynu.